# Harvard Business School

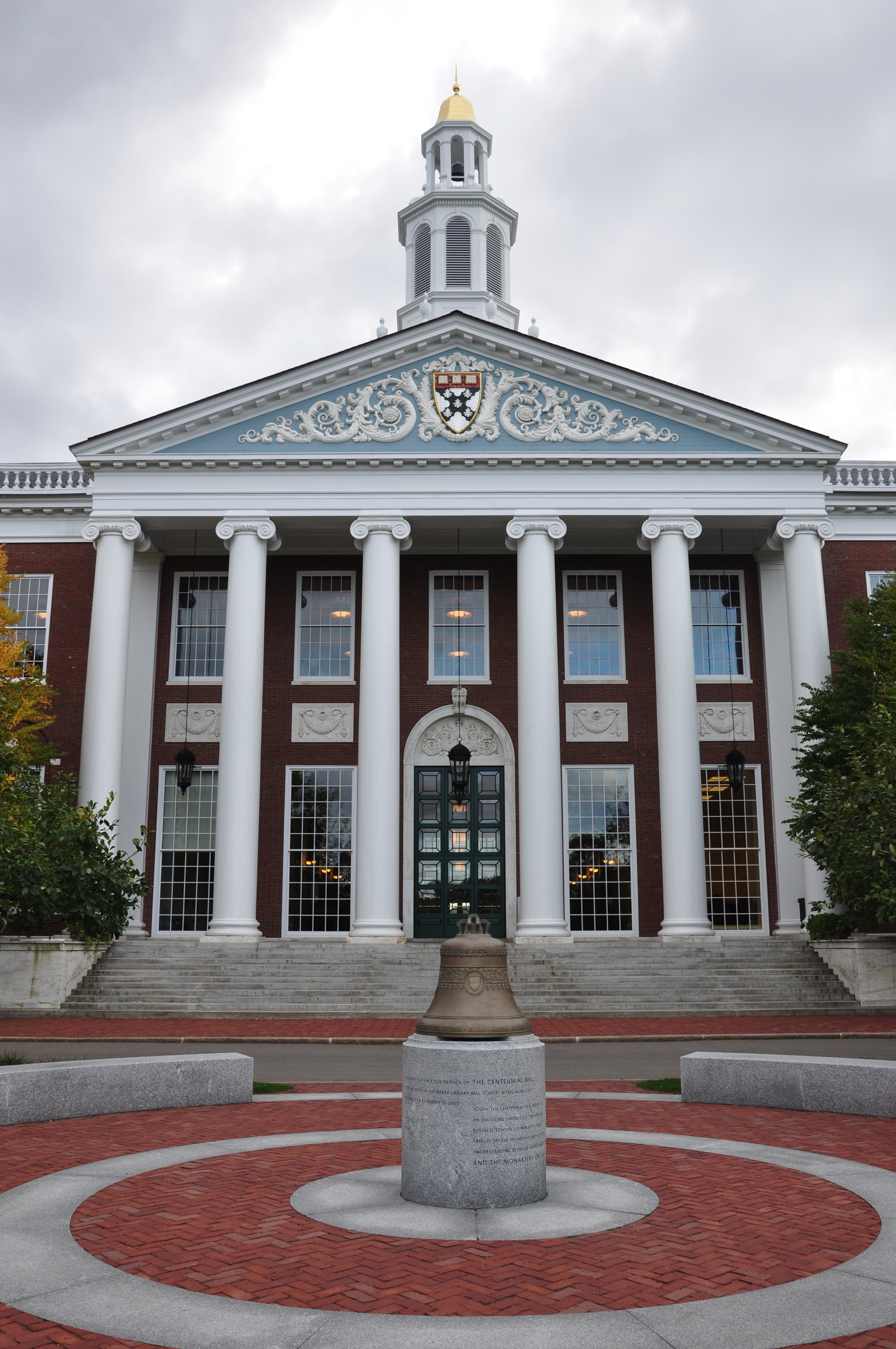
La libreria Baker dell'università

L'Harvard Business School è una scuola universitaria di economia, parte dell'Università di Harvard negli Stati Uniti, che rilascia lauree di secondo livello.

## Storia
Fondata nel 1908, iniziò i corsi con cinquantanove studenti, ma - dopo avere innovato i metodi di insegnamento - nel 1920 ebbe un salto di qualità raggiungendo i cinquecento iscritti nel corso del decennio.
Nel 1926 la scuola venne spostata dalla sede di Cambridge a quella odierna di Allston, quartiere di Boston.
La scuola offre un programma a tempo pieno per il conseguimento di un master in business administration e possiede la Harvard Business School Publishing, che pubblica libri di economia e la rivista Harvard Business Review.